# ناحیه شومادئیا
ناحیه شومادئیا (به صربی: Šumadija District) یک روستا در صربستان است که در صربستان واقع شده‌است. ناحیه شومادئیا ۲٬۳۸۷ کیلومتر مربع مساحت و ۲۹۳٬۳۰۸ نفر جمعیت دارد.